# ディジー・リース
ディジー・リース（英: Dizzy Reece、1931年1月5日 - ）は、ジャマイカ出身のジャズ・トランペッター。ビバップ、ハード・バップ・ジャズのジャンルで演奏や作曲を手懸け、音色や作風の特徴的なことで知られる。

## 略歴
ジャマイカのキングストンに生まれる。父親は無声映画のピアノ伴奏者であった。多くの音楽家を輩出したことで名高いアルファ男子校に在籍中の14歳の時に、バリトン・サクソフォーンからトランペットに転向した。16歳から常勤のミュージシャンとして活動して、1948年にはロンドンに渡るも、1950年代はヨーロッパ大陸に、それも大方パリにて過ごした。とりわけドン・バイアスや ケニー・クラーク、フランク・フォスター、サド・ジョーンズらと共演している。マイルス・デイヴィスやソニー・ロリンズなどから称賛されて、1959年にニューヨークへと進出するが、1960年代のニューヨークは苦闘の日々であった。リースがブルーノート・レーベルに残した一連の録音が、2004年にモザイク・レコードより再発されたことがきっかけで、愛好家はリースの人気が盛り返すことを希望するようになった。
1958年に映画『Nowhere to go』の音楽制作に携わった。今なおミュージシャンや作曲家としては現役であり、ヴィクター・フェルドマンやタビー・ヘイズ、パリ・リユニオン・バンド、クリフォード・ジョーダンズ・ビッグバンド、デクスター・ゴードン、テッド・カーソン、デューク・ジョーダン、フィリー・ジョー・ジョーンズやジョン・ギルモアらとともに、長年にわたって録音を行なってきた。
他の共演者はハンク・モブレー、ウィントン・ケリー、ポール・チェンバース、アート・テイラー、セシル・ペイン、ハンク・ジョーンズ、ロン・カーター、ドナルド・バード、ダグ・ワトキンス、タビー・ヘイズ等が挙げられる。

## ディスコグラフィ

### リーダー・アルバム
- Top Trumpets - Dizzy Blows Bird / Deuchar Plays Deuchar (1956年、Tempo) ※ジミー・デューカーとのスプリット盤
- 『チェンジング・ザ・ジャズ・アット・バッキンガム・パレス』 - Changing the Jazz at Buckingham Palace (1957年、Savoy) ※with タビー・ヘイズ
- 『PROGRESS REPORT』 - Progress Report (1957年、Tempo)
- 『ブルース・イン・トリニティ』 - Blues In Trinity (1958年、Blue Note)
- 『スター・ブライト』 - Star Bright (1959年、Blue Note)
- 『サウンディン・オフ』 - Soundin' Off (1960年、Blue Note)
- 『エイジア・マイナー』 - Asia Minor (1962年、New Jazz)
- 『フロム・イン・トゥ・アウト』 - From In To Out (1970年、Futura)
- Possession, Exorcism, Peace (1977年、Honey Dew)
- 『ブローウィン・アウェイ』 - Blowin' Away (1978年、Interplay) ※with テッド・カーソン、クロード・ウィリアムソン・トリオ
- Comin' On! (1999年、Blue Note) ※1960年録音
- A New Star (2001年、Jasmine) ※1955年–1956年録音
- Nirvana - The Zen Of The Jazz Trumpet (2006年、Jazz Vision) ※1968年録音